# Рамштедт (Німеччина)
Рамштедт (нім. Ramstedt) — громада в Німеччині, розташована в землі Шлезвіг-Гольштейн. Входить до складу району Північна Фризія. Складова частина об'єднання громад Нордзе-Трене.
Площа — 5,42 км2. Населення становить 423 ос. (станом на 31 грудня 2020).

## Галерея

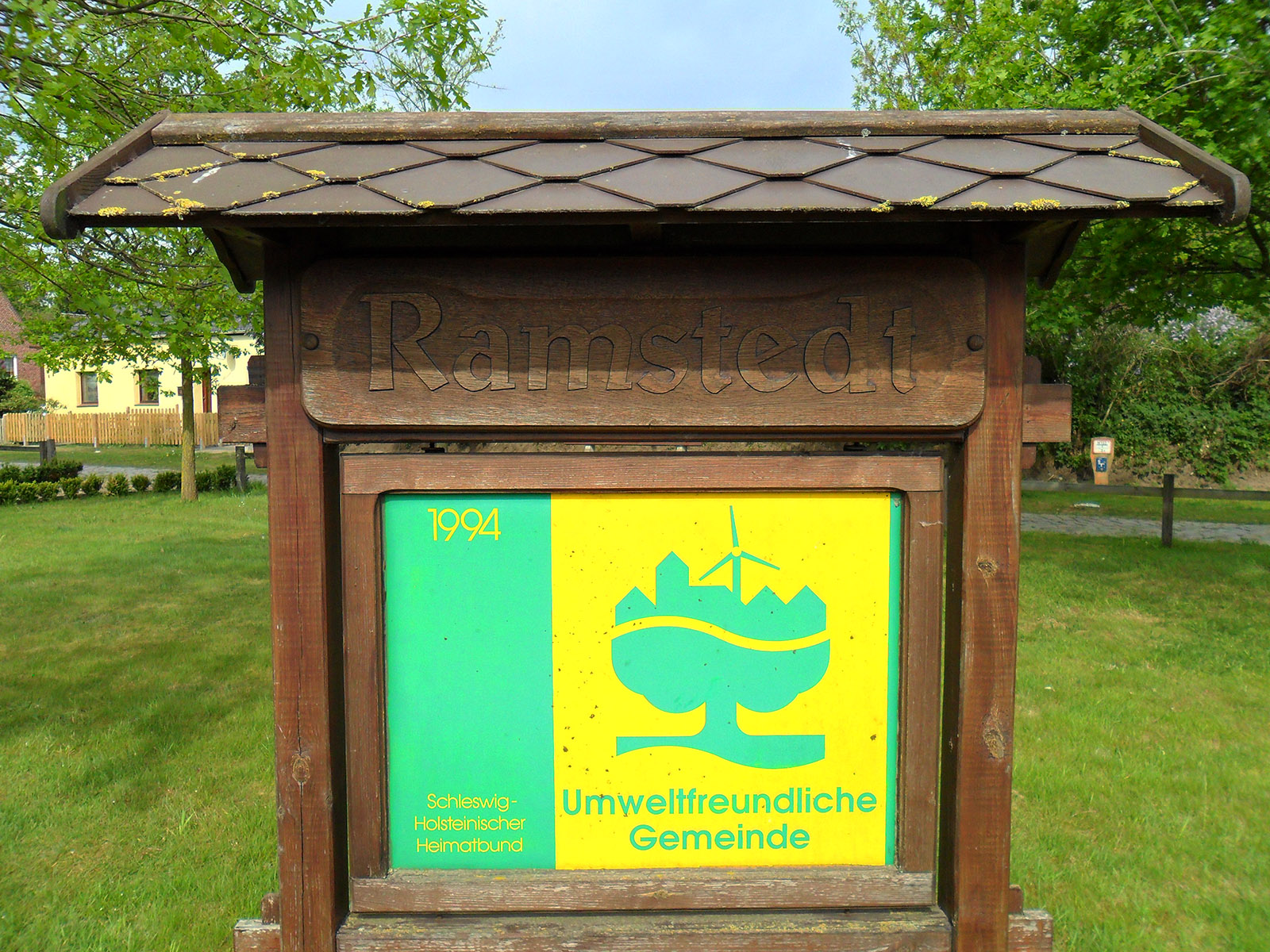